# Scheelea
Scheelea é um género botânico pertencente à família Arecaceae.

## Espécies
- Scheelea butyracea, cujo fruto, comestível, é chamado jaci ou aricuri.
- Scheelea phalerata, cujo fruto, comestível, é chamado acuri, bacuri, aricuri ou ouricuri.